# Gerardus Mooyman
Gerardus Leonardus Mooyman (Apeldoorn, 23 settembre 1923 – Anloo, 21 giugno 1987) è stato un militare e imprenditore olandese.

## Biografia

### Giovinezza
Gerardus Leonardus Mooyman nacque ad Apeldoorn da una famiglia cattolica della classe media. Suo padre era un lattaio e divenne membro del NSB durante la crisi.
All'età di 18 anni Mooyman si offrì volontario per la SS-Freiwilligen Legion Niederlande nell'aprile 1941. Il suo primo confronto frontale fu nel gennaio 1942 sul Volchov. Durante la battaglia intorno al lago Ladoga nel febbraio 1943, nell'operazione Iskra, Mooyman distrusse 13 carri armati sovietici in un giorno.

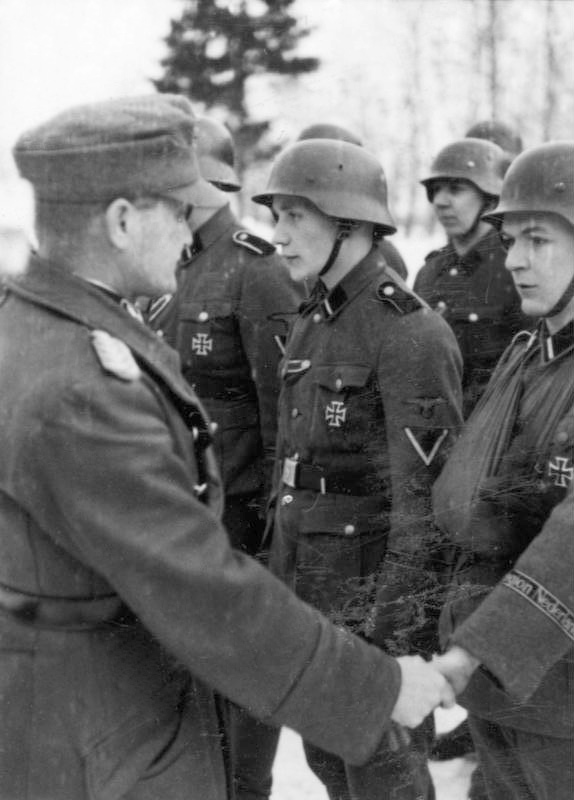
Fritz von Scholz si congratula con l'olandese Gerardus Mooyman, febbraio 1943

Questo lo ha reso il primo olandese e il primo non tedesco a ricevere la Croce di Cavaliere della Croce di Ferro. In totale riuscì a eliminare 23 carri armati.
La figura di Mooyman fu usata dai nazisti per una campagna pubblicitaria dell'esercito e come esempio per i giovani olandesi.
Verso la fine di agosto del 1943 si addestrò per diventare Scharführer (sottufficiale) a Radolfzell, partendo per l'addestramento ufficiale presso la SS-Junkerschule a Bad Tölz, cadetto nell'11° Kriegsjunkerlehrgang. Nella primavera del 1944 tornò al fronte orientale a Narva come SS-Standarten-Oberjunker e fu promosso al grado di SS-Untersturmführer der Reserve (riserva sottotenente).

### Dopoguerra
Divenuto prigioniero di guerra il 4 maggio 1945 pochi giorni dopo fuggì e si nascose in Germania. Fu arrestato nei Paesi Bassi nel marzo del 1946. Durante un trasporto da Scheveningen a Delft, Mooyman fuggì per la seconda volta, ma fu nuovamente arrestato nell'agosto 1946. Verso la fine di agosto del 1949 subì un processo penale, con una condanna a 6 anni di reclusione, ma fu rilasciato.

### Il continuo della vita
Dopo la sua liberazione, Mooyman visse una vita poco appariscente come imprenditore nella città di Groninga, si sposò ed ebbe una figlia.
L'ultima volta che ottenne una pubblicità fu nel 1967, quando fu intervistato dalla rivista Revue. In questo articolo, Mooyman espresse il suo disgusto per i crimini dei nazisti, per i quali si ritenne parzialmente responsabile. Diede la sua croce da cavaliere a un collezionista. Morì il 21 giugno 1987 a seguito di un incidente stradale nei pressi di Anloo.